# Almir Turković
Almir Turković (Sarajevo, 3. studenog 1970.) bivši je bosanskohercegovački nogometaš.
S 8 i pol godina započeo se baviti nogometom igrajući u pomlatku Željezničara. Od tad pa do 1997. nastupa u slovenskoj HIT Gorici, zatim Štajeru i Tigrisu, dok nije došao u Prvu HNL, u redove Zadarkomerca. Tamo se iskazao vrlo dobrim igrama, ponajviše vrsnom tehnikom. Slijedi kratka avantura u Sarajevu nakon koje se vraća u Hrvatsku, u Osijek. 
Poslije Osijeka opet putuje za inozemstvo, ovoga puta Japan i Cerezo iz Osake. Tamo vrlo brzo postaje prvotimac i jedan od zapaženijih igrača. No, odlazi već nakon 1 sezone i potpisuje za splitski Hajduk. Iako dočekan sa skepskom, u Splitu provodi 2 i pol uspješne sezone u kojima osvaja 2 prvenstva i 1 kup, te ga splitska publika i danas, na malonogometnim turnirima u gradu, dočeka ovacijama. 
Nakon Hajduka provodi sezonu u Osijeku vraća se u rodnu Bosnu i Hercegovinu gdje u lipnju 2008. završava karijeru u FK Sarajevu. 
Statistika u Hajduku
| Natjecanje        | Nastupi | Zgoditci |
| ----------------- | ------- | -------- |
| Prvenstvo         | 49      | 16       |
| Kup               | 10      | 3        |
| Superkup          | 2       | 0        |
| Međunarodne       | 1       | 0        |
| Splitski podsavez | 0       | 0        |
| Ukupno            | 62      | 19       |
| Prijateljske      | 12      | 5        |
| Sveukupno         | 74      | 24       |

## Vanjske poveznice
- Nogometni-magazin: statistika